# Адриан Ванденберг
Адриан Ванденберг (на нидерландски: Adrian Vandenberg), роден като Аде ван ден Берг (Adje van den Berg), е нидерландски роккитарист, текстописец и художник.

## Биография
Роден е на 31 януари 1954 г. в град Хага, Нидерландия.
Започва професионалната си кариера през 1978 г. От 1980 до 1998 г. с известни прекъсвания свири с „Уайтснейк“. През периода 1993 – 1994 г. е член на групата „Маник Идън“. През 1997 г. участва в първия концерт на „Уайтснейк“ в България, състоял се в столицата София.

## Албуми с „Уайтснейк“
- Whitesnake, 1987
- Slip of the Tongue, 1989
- Restless Heart, 1997